# Анкара (река)
Анкара (тур. Ankara Çayı) — река в центральной части Турции, протекающая через город Анкару.

## Топография
Длина — около 140 км.
Приток реки Сакарья.

### В Анкаре
Разделяет город на почти равные половины, пересекая многие кварталы.
Через реку в городе построено множество мостов. В некоторых местах она заключена в трубу.

## Экология
Из-за длительного воздействия сточных вод и промышленных загрязнителей река уже не является пригодной для орошения, однако её воды всё ещё используются для орошения ниже по течению. В жаркие дни запах канализационных стоков делает эту экологическую катастрофу ещё более очевидной. Существуют финансируемые Всемирным банком проекты по её очистке.